# Magdalena Lisak
Magdalena Agnieszka Lisak (ur. 13 kwietnia 1971 w Katowicach) – polska pianistka i kameralistka, pedagog, profesor sztuk muzycznych oraz profesor Akademii Muzycznej im. Karola Szymanowskiego w Katowicach, laureatka VI nagrody na XIII Międzynarodowym Konkursie Pianistycznym im. Fryderyka Chopina w Warszawie (1995).

## Życiorys

### Działalność pianistyczna
Urodziła się na Górnym Śląsku w rodzinie o tradycjach muzycznych. Jej dziadek Zbigniew Dymmek był wybitnym pianistą, dyrygentem, kompozytorem i pedagogiem, a matka Bożena Dymek, była pedagogiem i kontynuowała rodzinne tradycje gry na fortepianie. Od niej przejęła zainteresowanie muzyką i za jej namową rozpoczęła naukę gry na tym instrumencie. Na fortepianie zaczęła grać w wieku siedmiu lat, a pierwszy publiczny koncert dała w 1983 w Filharmonii Śląskiej w Katowicach. Uczyła się w Państwowej Szkole Muzycznej I stopnia w Gliwicach (1979–1980), Państwowej Ogólnokształcącej Szkole Muzycznej I stopnia w Katowicach (1980–1983) i w Państwowym Liceum Muzycznym im. Karola Szymanowskiego w Katowicach (1983–1989). W latach (1989–1994) studiowała w Akademii Muzycznej im. Karola Szymanowskiego w Katowicach, w klasie prof. Andrzeja Jasińskiego, którą ukończyła z wyróżnieniem. Była stypendystką Fundacji Reginy Smendzianki oraz Towarzystwa im. Fryderyka Chopina (1989–1995).
Następnie dokształcała się na studiach podyplomowych w Musikhochschule, w Zurychu u Homero Francescha (1994–1996) oraz w Music-Akademie der Stadt Basel (1996–1998) u pianisty, wirtuoza i pedagoga Krystiana Zimermana. Doskonaliła się również na kursach mistrzowskich u Wiktora Mierżanowa (Duszniki: 1990, 1991, 1992, 1993), Leona Fleishera (Como 1998, Verbier 2000) oraz w dziedzinie kameralistyki u członków Orkiestry Kameralnej Polskiego Radia „Amadeus” (Moguncja 1990).
Jej ulubionym kompozytorem jest Fryderyk Chopin. W finale XIII Międzynarodowego Konkursu Pianistycznego im. Fryderyka Chopina w Warszawie zajęła VI miejsce. Podczas konkursu wykonała następujące utwory Fryderyka Chopina:
| Utwory wykonane przez Magdalenę Lisak na XIII Konkursie Chopinowskim | |                                                                                               | |                                                          |
| Faza konkursu                                                        | Etap I                                                                                             | Etap II                                                                                       | Etap III                                                                                            | Finał                                                    |
| Data                                                                 | 7 października 1995                                                                                | 13 października 1995                                                                          | 16 października 1995                                                                                | 18 października 1995                                     |
| Utwory                                                               | Ballada g-moll op. 23 Etiuda C-dur op. 10 nr 7 Etiuda F-dur op. 10 nr 8 Etiuda As-dur op. 10 nr 10 | Polonez-Fantazja As-dur op. 61 Walce z op. 64 Nokturn H-dur op. 62 nr 1 Scherzo h-moll op. 20 | Mazurek H-dur op. 56 nr 1 Mazurek C-dur op. 56 nr 2 Mazurek c-moll op. 56 nr 3 Sonata b-moll op. 35 | Fantazja A-dur op. 13 Koncert fortepianowy f-moll op. 21 |

Uczestniczyła w festiwalach chopinowskich, m.in. w Międzynarodowym Festiwalu Chopinowskim w Dusznikach-Zdroju, Międzynarodowym Festiwalu „Chopin w barwach jesieni” w Antoninie, Nohant-La Châtre, Mariańskich Łaźniach, Gandawie, Genewie, Miami oraz festiwalu „Chopin i jego Europa” czy Festiwalu Pianistyki Polskiej w Słupsku. Grała w wielu salach koncertowych, m.in. Hitomi Memorial Hall w Tokio, Stadtcasino w Bazylei, Rudolfinum w Pradze czy Filharmonii Narodowej w Warszawie. Jej interpretacje zostały utrwalone dla Deutsche Rundfunk, Radio Suisse Romande, Polskiego Radia czy Telewizji Polskiej. Występowała z recitalami oraz koncertami z orkiestrami i zespołami kameralnymi w Polsce i za granicą, m.in. w: Czechach, Mołdawii, Rumunii, Szwajcarii, na Białorusi, Słowacji, we Włoszech i Francji, a także w Stanach Zjednoczonych, Japonii, Kanadzie i na Tajwanie.
W 2000 wykonała dla węgierskiego kompozytora György Ligetiego jego Etiudy, których interpretacje wysoko ocenił sam kompozytor. Dokonała prawykonań utworów Ryszarda Gabrysia (cyklu miniatur „Magdalenki”) i Bogusława Schaeffera w ramach X Śląskich Dni Muzyki Współczesnej w Katowicach, Międzynarodowego Festiwalu XVI Dni Muzyki Kompozytorów Krakowskich oraz XI Festiwalu Laboratorium w Warszawie. Występowała z takimi dyrygentami jak: Kazimierz Kord, Tadeusz Strugała, Tomasz Bugaj, Mirosław Jacek Błaszczyk, Jerzy Salwarowski, Massimiliano Caldi, Agnieszka Duczmal, Jacques Mercier czy Reinbert de Leeuw. Dwukrotnie odbyła tournée po Wielkiej Brytanii, w 2005 z European Union Chamber Orchestra oraz w 2006 z Toruńską Orkiestrą Kameralną. Na zaproszenie Narodowego Instytutu Fryderyka Chopina podjęła się wykonań w 2013, a także rejestracji utworów Fryderyka Chopina na instrumencie historycznym Érard w serii The Real Chopin.
Pianistka zaangażowała się w projekty interdyscyplinarne, łączące muzykę z innymi dziedzinami sztuki. Uczestniczyła w sztuce „Poems of Chopin” prezentowanej w Polsce i w Chinach w 2009 z udziałem Kwartetu Śląskiego, tria jazzowego Leszka Kułakowskiego oraz grupy tancerzy do choreografii Leszka Stanka. Była autorką prezentacji multimedialnej cyklu obrazów pod nazwą „Chopinowi – Duda Gracz”, uświetniającej w 2010 Rok Chopinowski. Brała udział w spektaklu teatru Tessenkai „Chopin - Nō” w Tokio autorstwa Jadwigi Rodowicz-Czechowskiej. Dysponuje bogatym repertuarem, w którym znajdują się też mniej znane utwory kompozytorek polskich (m.in. Marii Szymanowskiej, Tekli Bądarzewskiej czy Jadwigi Sarneckiej).
W 1999 była założycielką i prezesem Śląskiego Towarzystwa Muzycznego w Katowicach.

### Działalność pedagogiczna
Pracę pedagogiczną podjęła w 1998, w Państwowej Szkole Muzycznej I i II stopnia im. Mieczysława Karłowicza w Katowicach. Od 2003 była asystentką w klasie profesora Andrzeja Jasińskiego na macierzystej uczelni. Prowadziła także zajęcia zespołu kameralnego oraz nauki akompaniamentu. Od 2008 była adiunktem w Katedrze Fortepianu, 25 września tegoż roku uzyskała stopień doktora, a 5 marca 2015 stopień doktora habilitowanego z pracy na temat: Utwory fortepianowe Stefana Kisielewskiego. Obecnie jest profesorem AM na Wydziale Instrumentalnym, w Katedrze Fortepianu katowickiej uczelni, na której w 2020 została jej kierownikiem. Postanowieniem prezydenta RP Andrzeja Dudy z 15 maja 2024 została profesorem sztuki w dyscyplinie sztuki muzyczne.
Uczestniczyła w pracach jury konkursów pianistycznych, m.in.: XII, XIII i XIV Międzynarodowego Konkursu Pianistycznego w Azji (ang. International Chopin Piano Competition in Asia) (2010, 2011 i 2012), Komisji Kwalifikacyjnej XV Międzynarodowego Konkursu Pianistycznego im. Fryderyka Chopina w Warszawie w 2010 oraz Ogólnopolskiego Konkursu im. Fryderyka Chopina w Warszawie w 2013.
Udzielała lekcji otwartych w wielu ośrodkach muzycznych w Japonii, m.in. w: Tokio, Osace, Hiroshimie, Nagoi, Nagasaki, Toyamie czy Niigacie (2010–2013). Ponadto udzielała lekcji w 2013 podczas XXXI Międzynarodowych Warsztatów Muzycznych w Kurytybie (Brazylia) czy też kursów mistrzowskich w 2018, w Narodowej Akademii Muzycznej im. Panczo Władigerowa w Sofii. Ponadto brała udział w 2023 w czeskich warsztatach na Akademii Muzyki i Sztuk Scenicznych im. Leoša Janáčka w Brnie czy też podczas 11. Międzynarodowego kursu pianistycznego na Uniwersytecie Ostrawskim.

## Konkursy pianistyczne
W trakcie swojej kariery wzięła udział w kilku konkursach pianistycznych:
- Konkursie na stypendia artystyczne im. Fryderyka Chopina, Towarzystwa im. Fryderyka Chopina w Warszawie (1988, 1990, 1995)
- III Międzynarodowym Konkursie im. Karola Szymanowskiego w Łodzi (1992) – II miejsce (I miejsca nie przyznano) i nagroda za najlepsze wykonanie muzyki Karola Szymanowskiego
- VI Konkursie im. Gézy Andy w Zurychu (1994) (niem. VI. Concours Géza Anda 1994 Zürich) – półfinał
- XIII Międzynarodowym Konkursie Pianistycznym im. Fryderyka Chopina w Warszawie (1995) – VI nagroda
- VIII Międzynarodowym Konkursie Muzycznym im. Franza Schuberta w Dortmundzie (2001) (niem. VIII. Internationaler Schubert-Wettbewerb Dortmund) – półfinał i nagroda specjalna

## Dyskografia
| Albumy | |              |                                                                  |
| Rok    | Tytuł | Data wydania | Wydawca                                                          |
| 1995   | XIII Konkurs Chopinowski: Warszawa '95. I etap 7-8.X.1995. (CD) 40 | 8.10.1995    | Polskie Radio                                                    |
| 1995   | XIII Konkurs Chopinowski: Warszawa '95. II etap 13.X.1995. (CD) 68 | 13.10.1995   | Polskie Radio                                                    |
| 1995   | XIII Konkurs Chopinowski: Warszawa '95. III etap 16.X.1995. (CD) 79 | 16.10.1995   | Polskie Radio                                                    |
| 1995   | XIII Konkurs Chopinowski: Warszawa '95. Finał 18.X.1995. (CD) 84 | 18.10.1995   | Polskie Radio                                                    |
| 1995   | XIII Międzynarodowy Konkurs Pianistyczny im. Fryderyka Chopina. Kronika konkursu. Vol.1                                                                                                | 1995         | Towarzystwo im. Fryderyka Chopina                                |
| 1995   | XIII Międzynarodowy Konkurs Pianistyczny im. Fryderyka Chopina. Kronika konkursu. Vol.4                                                                                                | 1995         | Towarzystwo im. Fryderyka Chopina                                |
| 2009   | Chopin, Debussy, Ligeti: Etiudy | 15.06.2009   | Jazz Sound                                                       |
| 2010   | Chopin młodym | 2010         | Państwowa Szkoła Muzyczna I i II st. im. Karłowicza w Katowicach |
| 2010   | Symfonia f-moll „La passione” Hob. I/49 / Joseph Haydn. Uwertura do opery „L'italiana in Algeri” / Gioacchino Rossini. Fantazja A-dur na tematy polskie op. 13 / Fryderyk Chopin (...) | 2010         | Narodowy Instytut Fryderyka Chopina                              |
| 2011   | Andrzej Dziadek – Piano Music | 5.09.2011    | Acte Préalable                                                   |
| 2012   | Magdalena Lisak. Koncerty urodzinowe 2012: recital Chopinowski | 2012         | Narodowy Instytut Fryderyka Chopina                              |
| 2013   | Chopin. Etiudy op. 10, 2 Polonezy, 3 Mazurki op. 56, Barkarola | 14.02.2013   | Narodowy Instytut Fryderyka Chopina                              |
| 2014   | Stefan Kisielewski: Utwory fortepianowe | 6.05.2014    | Universal Music Polska                                           |
| 2015   | Moniuszko. Litanie ostrobramskie | 8.05.2015    | Agencja Muzyczna Polskiego Radia                                 |
| 2019   | The Salon of Polish Women Composers | 1.03.2019    | CD Accord Music Edition                                          |
| 2023   | Roman Statkowski: Piano Pieces | 20.01.2023   | CD Accord Music Edition                                          |